# Сольвент
Сольве́нт — смесь лёгких углеводородов, выделяемая из нефтяного или угольного сырья, легковоспламеняющаяся жидкость. Плотность 867 кг/м^3 при 20 °С . Температура вспышки  29°С (о. т.); т. воспламенения 36 °С; температура самовоспламенения 488 °С; нижн. конц. предел распр. пл. 1,0 % (об.); минимальная энергия зажигания 0,45 МДж. Летучесть по ксилолу 1,01- 1,08

## Состав
Сольвент представляет собой смесь ароматических углеводородов с небольшим содержанием нафтенов, парафинов и непредельных циклических углеводородов. Сольвент состоит из ароматических углеводородов приблизительно на 56 %, а остальное составляют непредельные углеводороды

## Получение
Каменноугольный сольвент: Изготавливается из каменного угля. При переработке данного сырья, как правило, получают разнообразные фракции, включая и сам каменноугольный сольвент.
Нефтяной сольвент: Изготавливается из сырой нефти. Перегонка нефти дает различные продукты, в том числе сольвенты, которые являются летучими органическими соединениями.

## Применение
Сольвент применяется для растворения масел, битумов, каучуков, мочевино- и меламиноформальдегидных олигомеров, полиэфиров терефталевой кислоты, нефтеполимерных смол, полиэфирамидов и полиэфиримидов, меламиноалкидных лакокрасочных материалов, а также в процессе печати.
Методом сольвентной струйной печати наносят изображения на баннеры, виниловые самоклеящиеся плёнки, строительную сетку и другие материалы. Краска содержит в себе сольвент, который проникает в структуру запечатываемого материала. Сольвентная краска обладает целым рядом характеристик, необходимых для наружной рекламы, — она не выгорает, не размывается водой и т. д., то есть устойчива к климатическим условиям. Краски на сольвентной основе также применяются в трафаретной печати. Здесь преимущества в сравнении с УФ-отверждаемыми красками заключаются в том, что для закрепления изображения достаточно лишь дождаться испарения сольвента (естественным путём или при пропускании через сушильную установку). Отсутствие дополнительных внешних воздействий (без сушильной камеры) особенно важно при печати по чувствительным материалам (деликатные ткани, дизайнерские бумаги, любые изделия, деформация которых за счёт нагрева УФ-лампой почему-либо нежелательна). Недостатками сольвентных красок являются резкий запах, токсичность (и, как следствие, необходимость оборудовать рабочее место мощной вытяжной вентиляцией). Токсичный компонент сольвента — циклогексанон. Также сложные эфиры используемые в сольвенте обладают канцерогенными свойствами, то есть обладают способностью биоаккумуляции. - данная информация никак не связана с темой статьи.
Сольвент, как основа моющих веществ, применяется для растворения твёрдых отложений и очистки топливной аппаратуры (топливная рейка, топливопровод, топливные инжекторы) и камеры сгорания ДВС.